# Tony Kelley
Anthony Durian Kelley (Shreveport, Luisiana, Estados Unidos, 21 de enero de 1987) es un artista marcial mixto estadounidense que compite en la división de peso gallo. Profesional desde 2012, compitió sobre todo en Ultimate Fighting Championship.

## Primeros años
Al entrar en la adolescencia, describió que su vida se desviaba hacia decisiones cuestionables tomadas para impresionar a los demás mientras trataba de ser como los demás. Al cabo de un tiempo, sus amigos y familiares empezaron a preocuparse, y un amigo lo animó a participar en una clase local de jiu-jitsu para estructurarse a sus 19 años.

## Carrera en las artes marciales mixtas

### Inicios
En 2012 fue uno de los jóvenes luchadores de MMA que aparecieron en Caged - una serie de televisión tipo reality de MTV.  El programa se centraba en cuatro futuros luchadores de MMA en un pequeño pueblo de Luisiana. Fue uno de los dos luchadores del programa, junto a Matt Schnell, que más tarde luchó profesionalmente.
Tras hacerse profesional en septiembre de 2012, llegaría a tener un récord de 6-1 en la escena regional, perdiendo su único combate en una ajustada decisión dividida ante el también futuro luchador de la UFC Kevin Aguilar.

### Ultimate Fighting Championship
Debutó en la UFC contra Kai Kamaka III el 15 de agosto de 2020 en UFC 252. Perdió el combate por decisión unánime. Este combate le valió el premio a la Pelea de la Noche.
Se enfrentó a Ali AlQaisi el 11 de octubre de 2020 en UFC Fight Night: Moraes vs. Sandhagen. Ganó el combate por decisión unánime.
Se esperaba que se enfrentara a Trevin Jones el 24 de julio de 2021 en UFC on ESPN: Sandhagen vs. Dillashaw. Sin embargo, el 4 de julio se retiró del combate por razones desconocidas.
Se enfrentó a Randy Costa el 11 de diciembre de 2021 en UFC 269. Ganó el combate por TKO en el segundo asalto.
Se enfrentó a Adrian Yanez el 18 de junio de 2022 en UFC on ESPN: Kattar vs. Emmett. En el pesaje del 17 de junio, pesó 137.5 libras, una libra y media por encima del límite de peso gallo sin título. En consecuencia, el combate se celebró en un peso acordado y perdió el 20% de su bolsa que fue a parar a Yanez. Perdió el combate por TKO en el primer asalto.
El 7 de julio de 2022, se anunció que ya no estaba en la lista de UFC.

## Campeonatos y logros
- Ultimate Fighting Championship
  - Pelea de la Noche (una vez) vs. Kai Kamaka III[7]

## Problemas legales
En marzo de 2012 fue acusado de agresión simple debido a una refriega en un club nocturno en la que supuestamente asfixió a una mujer por no querer bailar con él. Finalmente fue declarado inocente.

## Controversias
Causó polémica en UFC on ESPN: Błachowicz vs. Rakić el 14 de mayo de 2022 después del combate entre Andrea Lee y Viviane Araújo. Refiriéndose a un supuesto golpe en el ojo por parte de Araújo, Kelley dijo: "Eso es lo que van a hacer, son unos putos brasileños sucios, van a hacer putas trampas así". En respuesta a las críticas por el comentario, publicó un comunicado en Twitter en el que negaba cualquier "connotación racista" y afirmaba ser víctima de la "cultura de la cancelación".

## Récord en artes marciales mixtas
| Resultado | Récord | Oponente       | Método                                         | Evento                                | Fecha                    | Ronda | Tiempo | Localización           | Notas                                                               |
| --------- | ------ | -------------- | ---------------------------------------------- | ------------------------------------- | ------------------------ | ----- | ------ | ---------------------- | ------------------------------------------------------------------- |
| Derrota   | 8-3    | Adrian Yanez   | TKO (puñetazos)                                | UFC on ESPN: Kattar vs. Emmett        | 18 de junio de 2022      | 1     | 3:49   | Austin, Texas          | Combate de peso acordado (137.5 libras); Kelley no alcanzó el peso. |
| Victoria  | 8-2    | Randy Costa    | TKO (codazos)                                  | UFC 269                               | 11 de diciembre de 2021  | 2     | 4:15   | Las Vegas, Nevada      |                                                                     |
| Victoria  | 7-2    | Ali AlQaisi    | Decisión (unánime)                             | UFC Fight Night: Moraes vs. Sandhagen | 11 de octubre de 2020    | 3     | 5:00   | Abu Dhabi              | Debut en el peso gallo.                                             |
| Derrota   | 6-2    | Kai Kamaka III | Decisión (unánime)                             | UFC 252                               | 15 de agosto de 2020     | 3     | 5:00   | Las Vegas, Nevada      | Pelea de la Noche.                                                  |
| Victoria  | 6-1    | Andy Brossett  | Sumisión (estrangulamiento por guillotina)     | Rite of Passage 7                     | 17 de mayo de 2019       | 1     | 2:33   | Bossier City, Luisiana |                                                                     |
| Derrota   | 5-1    | Kevin Aguilar  | Decisión (dividida)                            | Legacy FC 57                          | 1 de julio de 2016       | 5     | 5:00   | Bossier City, Luisiana | Por el vacante Campeonato de Peso Pluma de Legacy FC.               |
| Victoria  | 5-0    | Levi Mowles    | Decisión (dividida)                            | Legacy Kickboxing 2                   | 29 de mayo de 2015       | 3     | 5:00   | Shreveport, Luisiana   |                                                                     |
| Victoria  | 4-0    | Jordan Winski  | Sumisy (estrangulamiento por detrás)           | World Fighting Federation 19          | 21 de febrero de 2015    | 3     | 4:08   | Tucson, Arizona        |                                                                     |
| Victoria  | 3-0    | Chris Pham     | Sumisión técnica (estrangulamiento del hombro) | Legacy FC 32                          | 20 de junio de 2014      | 2     | 4:58   | Shreveport, Luisiana   |                                                                     |
| Victoria  | 2-0    | Kody Thrasher  | TKO (puñetazos)                                | Hilia Fights 1                        | 26 de abril de 2013      | 1     | 3:37   | Kenner, Luisiana       |                                                                     |
| Victoria  | 1-0    | Sean Marsicane | TKO (puñetazos)                                | Coalition of Combat                   | 15 de septiembre de 2012 | 1     | 2:30   | Phoenix, Arizona       | Debut en el peso pluma.                                             |